# Magny-la-Fosse
Magny-la-Fosse är en kommun i departementet Aisne i regionen Hauts-de-France i norra Frankrike. Kommunen ligger  i kantonen Catelet som ligger i arrondissementet Saint-Quentin. År 2022 hade Magny-la-Fosse 122 invånare.

## Befolkningsutveckling
Antalet invånare i kommunen Magny-la-Fosse
Referens: INSEE